# Dijkrechten in Groningen
Dijkrechten waren naast zijlvesten tot de tweede helft van de 19e eeuw in de provincie Groningen verantwoordelijk voor de waterstaatsorganisatie. Het was een plaatselijke organisatie van grondeigenaren en beklemde meiers.
Feitelijk was het een publiekrechtelijk lichaam, omdat het bindende besluiten kon nemen. Dijkrechten hadden de specifieke taak de zeewaterkerende dijken te onderhouden. Ze waren doorgaans veel kleiner van omvang dan een zijlvest. Het begrip dijkrechten heeft betrekking op de organisatie, maar ook op het gebied waarvoor de organisatie verantwoordelijk was. Dijkrecht ten slotte is ook het reglement zelf. De dijkrechten grensden aan de te onderhouden zeedijken en omvatten een of meer kerspelen. De onderhoudsplichtigen werden vermeld in een zogenaamde dijkrol. De oudst bekende dijkrol dateert uit de 15e eeuw. De verplichting tot onderhoud werd dijklast genoemd. De inhoud van de overeenkomsten van dijkrecht, ook wel dijkbrieven genoemd, varieert per gebied. Het oudst bekende is dat van 't Zandt uit 1295.
De meeste dijkrechten kwamen - net als de zijlvesten - tot stand onder leiding van een klooster. Vaak vielen ze grotendeels samen met één of meer zijlvesten of onderdelen daarvan. Soms vielen ze samen met het kerspelbestuur.
Na de grondwetsherziening van 1848 werden de dijkrechten opgeheven en waren de besturen van de waterschappen verantwoordelijk voor de schouw van de zeedijken. Het onderhoud kwam voor rekening van de oevereigenaren.

## Lijst van dijkrechten
De belangrijkste dijkrechten in de provincie Groningen waren (van west naar oost):
- Dijkrecht van Visvliet
- Dijkrecht van de Ruigewaard
- Dijkrecht van Oxwerd
- Dijkrecht van Humsterland
- (Dijkrecht van) Aduarderzijlvest[1], daarin is opgegaan:
  - (Dijkrecht van) Zijlvest van Lieuwerderwolde[1]
  - Dijkrecht van het Westerstadshamrik
- Dijkrecht van het Oosterstadshamrik[1]
- Dijkrecht van Wierum en de Hoge en Lage Paddepoel[1]
- (Dijkrecht van) Wetsingerzijlvest[1]
- Dijkrecht van Klein Garnwerd[1]
- Dijkrecht van Schilligeham en een gedeelte van Maarhuizen[1]
- Dijkrecht van Maarhuizen
- Dijkrecht van Maarslag
- Dijkrecht van Warfhuizen
- Dijkrecht van Zuurdijk
- Dijkrecht van Niekerk en Vliedorp
- Dijkrecht van Vierhuizen
- Dijkrecht van Ulrum en Houw
- Dijkrecht van Leens
- Dijkrecht van Hornhuizen
- Dijkrecht van Wehe
- Dijkrecht van Kloosterburen
- Dijkrecht van Eenrum, Wierhuizen, Pieterburen en Westernieland
- Dijkrecht van de Kadijken van Wierhuizen, Pieterburen en Westernieland[1]
- Dijkrecht van Saaxumhuizen, Den Andel en Raskwerd (Andeler dijkrecht)
- Dijkrecht van de Kadijk van Den Andel[1]
- Dijkrecht van Warffum en Breede
- Dijkrecht van de Kadijken van Warffum en Breede[1]
- Dijkrecht van Usquert
- Dijkrecht van de Kadijk van Usquert[1]
- Dijkrecht van Uithuizen
- Dijkrecht van de Kadijk van Uithuizen[1]
- Dijkrecht van Uithuizermeeden
- Dijkrecht van de Nieuwedijk (de kadijken) van Uithuizermeeden[1]
- Dijkrecht van Oosternieland of Den Hoorn
- Dijkrecht van 't Zandt
- Dijkrecht van de Kadijk van 't Zandt[1]
- Dijkrecht van de Kadijk van de Vierburen[1]
- Dijkrecht van de Vierburen[1]
- Dijkrecht van Oosterwijtwerd[1]
- Dijkschepperij van Holwierde en Marsum[1]
- Dijkrecht van Uitwierde, Biessum en Solwerd, ook wel Uitwierde en Oldijk genoemd[1]
- Dijkrecht van Farmsum, daarin opgenomen:
  - Dijkrecht van Oterdum en Heveskes
- Dijkrecht van het Klein Oldambt
- Dijkrecht van het Groot Oldambt, daarin opgenomen:
  - Dijkrechten van de dorpen Finsterwolde, Nieuw-Beerta en Beerta[1] (tot 1636)
- Dijkrechten van de dorpen Winschoten, Bellingwolde, Blijham en Vriescheloo
- Dijkrecht van de Ommelander Compagnie[1]

### Overlap met het gebied van de zijlvesten
De dijkrechten van Zuurdijk, Niekerk, Vliedorp, Vierhuizen, Ulrum, De Houw, Leens en Hornhuizen vielen grotendeels samen met het Houwerzijlvest, de dijkrechten van Maarhuizen, Maarslag, Wehe, Kloosterburen, Eenrum, Wierhuizen, Pieterburen, Westernieland, Raskwerd en Saaxumhuizen met het Schouwerzijlvest. De dijkrechten van Den Andel, Breede, Warffum, Usquert, Uithuizen en Uithuizermeeden lagen in het het gebied van het Winsumer- en Schaphalsterzijlvest, die van Oosternieland en 't Zandt in het Generale Zijlvest der Drie Delfzijlen, die van het Klein en Groot Oldambt grotendeels in het gebied van het Termunterzijlvest (met uitzondering van Finsterwolde, Beerta en Nieuw-Beerta), in de rest van het Oldambt in het gebied van het Tienkarspelenzijlvest. Het dijkrecht van Farmsum viel grotendeels samen met het gebied van het Farmsumer en Oterdumer zijlvest, met uitzondering van het dorp Borgsweer, dat bij het Klein Oldambt werd gerekend.

### Provinciale dijken
Enkele dijktracés vielen vanaf de 16e en 17e eeuw onder de verantwoordelijkheid van de provincie. Dat waren onder andere:
- de Zuidwenningedijk bij Delfzijl
- Post- en paalwerk en hoofden in het dijkrecht van Farmsum, het Klein Oldambt en rond de Punt van Reide
- Oude en Nieuw Statenzijl met kadedijken langs de Westerwoldse Aa en Pekel A